# S6G (原子炉)
S6G はアメリカ海軍の艦艇向け発電・推進用原子炉である。
型式名のS6Gは以下のような意味である。
- S = 潜水艦用
- 6 = 設計担当メーカにおける炉心設計の世代
- G = 設計担当メーカ（ゼネラル・エレクトリック）

## 開発経緯
非常に成功したと評価されたスタージョン級の後継艦級を、1960年代末に計画する過程で登場したものといえる:79-82。この過程で、海軍が建造する艦艇の特性と設計を決定する責任のある部署である海軍海洋システムズ・コマンドは「コンフォーム」と呼ばれる、自然循環冷却型原子炉を搭載して静粛性を重視した設計を推奨したのに対し:46,79、海軍原子炉部長だったハイマン・G・リッコーヴァー中将が、35ノット以上の高速を発揮し得る高速力があり、航空母艦を中核とする水上艦隊に随伴し、直接支援し得る:79だけでなく、さらに前方に進出し対潜掃討戦をも遂行し得る、高度の静粛性とソ連原潜をしのぐ水中高速の双方を満足させ得る:165潜水艦（のちにロサンゼルス級原子力潜水艦として結実する:79-82）を推奨したことから、論争となった:46,79-81。この高速力を実現するために必要とされたのが、S6G原子炉であった:81が、そのためには600から800トンに及ぶ重量超過が必要とされたことから、潜水艦の設計には一定の妥協が必要となった:46,81-82。

## 設計と運用
S6Gは「ベインブリッジ（USS Bainbridge, DLGN-25/CGN-25）」などの原子力ミサイル巡洋艦に設計・搭載されたD2G原子炉の改良型である。初期に装荷されたD1G-2炉心は、ノルズ原子力研究所（KAPL）のケッセルリンクサイト（ニューヨーク州ウエストミルトン）に設置されたD1G原型炉でテストされていたため、S6Gには個別に原型炉は建設されなかった。
S6Gはロサンゼルス級原子力潜水艦に搭載するためゼネラル・エレクトリックにより設計された。S6Gのプラントには冷却材循環ポンプや蒸気発生器、機関室に蒸気を供給する補機類が含まれる。機関室には発電用と推進用の蒸気タービンが置かれている。S6Gは初期のD1G-2炉心で熱出力150MWt、2基の蒸気タービンにより1軸のスクリューシャフトを駆動し軸出力30000軸馬力を発揮し。公開されている性能諸元によれば、最高25ノット（46km/h）以上 を発揮することができる。
設計および運用のサポートを提供しているのはKAPLである。S6GはもともとD1G-2炉心（熱出力148MWt）を使うよう設計されていたが、1980年代半ば以降のロサンゼルス級フライトⅡおよびⅢでは建造時からD2W炉心（出力165MW）を使用するようになった。それ以前のD1G-2炉心を装荷した原子炉（ロサンゼルス級フライトⅠに搭載された原子炉）は、燃料交換時にD2W炉心に交換される計画であったが、キャンセルされ、フライトⅠ艦は早期退役がすすめられている。